# Дони-Ратиш
Дони-Ратиш (серб. Доњи Ратиш, Donji Ratiš; алб. Ratish i Ulët) — село в общине Дечани в исторической области Метохия. С 2008 года находится под контролем частично признанной Республики Косово.

## Административная принадлежность
| Сербская позиция                                                                 | Албанская позиция                                            |
| -------------------------------------------------------------------------------- | ------------------------------------------------------------ |
| входит в общину Дечани Печского округа автономного края Косово и Метохия, Сербия | входит в общину Дечани Джяковицкого округа Республики Косово |

## История
Село впервые упомянуто в указе короля Стефана Дечанского 1330 года под названием Ратишевци. Тогда в селе было 17 сербских домов. В 1492 году упомянуто как Радоша; 2 сербских дома. В 1921 году значится под названием Дони-Ратиш. 
В 1935 году в селе была построена церковь Святой Троицы. В 1941 году она была разрушена албанцами. Церковь была восстановлена в 1992 году. В 1996—1998 годах она семь раз подвергалась атакам. После прибытия итальянских сил КФОР церковь была полностью разрушена.

## Население
Согласно переписи населения 1981 года в селе проживало 453 человека: 420 албанцев и 32 черногорца.
Согласно переписи населения 2011 года в селе проживало 560 человек: 297 мужчин и 263 женщины; все албанцы.
| Численность населения | Численность населения | Численность населения | Численность населения | Численность населения | Численность населения | Численность населения |
| 1948                  | 1953                  | 1961                  | 1971                  | 1981                  | 1991                  | 2011                  |
| --------------------- | --------------------- | --------------------- | --------------------- | --------------------- | --------------------- | --------------------- |
| 254                   | 291                   | 298                   | 361                   | 453                   | 519                   | 560                   |